# Taeniophyllum merapiense
Taeniophyllum merapiense är en orkidéart som beskrevs av Rudolf Schlechter. Taeniophyllum merapiense ingår i släktet Taeniophyllum och familjen orkidéer. Inga underarter finns listade i Catalogue of Life.